# Calophasia funebris
Calophasia funebris là một loài bướm đêm trong họ Noctuidae.